# Villa Savoye
Pour les articles homonymes, voir Savoye.
Ne doit pas être confondu avec Ville-Savoye.
La villa Savoye est une villa située au 82, rue de Villiers, sur la commune française de Poissy, dans les Yvelines, construite de 1928 à 1931 par l'architecte Le Corbusier et son cousin Pierre Jeanneret. S'élevant sur un terrain de sept hectares, cette construction, baptisée « les Heures claires » par ses propriétaires et qualifiée de « machine à habiter » par son architecte, achève la période dite des villas blanches de l'architecte. Caractérisé par sa pureté et son harmonie, cet édifice majeur de l'histoire de l'architecture du XXe siècle dans le domaine de la résidence individuelle privée, conserve son caractère d'avant-garde. Il est constitué d'un parallélépipède blanc soutenu par de fins pilotis et couvert de fenêtres en bandeau, surmonté de toits-terrasses. Le site est inscrit, avec 16 autres œuvres architecturales de Le Corbusier, sur la liste du patrimoine mondial de l'UNESCO en 2016.

## Présentation
Villa de week-end pour la famille Savoye (Pierre, cofondateur à Lille en 1907 de la société de courtage d'assurance Gras Savoye et son épouse Eugénie) qui accepte le projet, c'est un manifeste de modernité qui affirme une volonté architecturale satisfaisant « à l'intérieur, tous les besoins fonctionnels » et qui est une illustration du « purisme » fonctionnaliste.
Le Corbusier décrit les Savoye comme des clients « dépourvus totalement d'idées préconçues : ni modernes ni anciens ». La villa est une « boîte en l'air » située dans une pelouse entourée de prairies et de vergers dominant la vallée de la Seine. Elle est la parfaite illustration issue des recherches formelles sur la théorie des cinq points de l'architecture moderne formulée par le concepteur suisse en 1927, pour théoriser les principes fondamentaux du Mouvement moderne : les pilotis, les toits-terrasses, le plan libre, la fenêtre en bandeaux et la façade libre.
Cette villa « est la dernière de la série des maisons blanches, dites « villas puristes » construites par Le Corbusier et Pierre Jeanneret à Paris ou dans ses environs. Initiée en 1922, avec l'édification de la villa Besnus à Vaucresson, cette série voit successivement la construction de la maison-atelier Ozenfant (1922), des maisons La Roche et Jeanneret (1923), des maisons Lipchitz Miestchaninoff (1923), des villas Cook (1926), Stein / de Monzie (1926), de la maison Planeix (1924) et de la villa Church (1927) ».

## Plan de la villa
La Villa Savoye mesure 9,40 m de haut, 21,50 m de long et 19 m de large.
Elle est construite sur des piliers qui libèrent le sol de l'emprise du rez-de-chaussée, de manière à dégager plus de jardin en pleine terre et à ménager des transparences visuelles à travers l'édifice. Ils soutiennent le premier étage qui est le véritable espace de vie de la maison. Le rez-de-chaussée est destiné aux domestiques et au garage. La buanderie bénéficie du meilleur ensoleillement de la maison. Il y a également un solarium sur le toit.
On accède au premier étage par une rampe en pente douce depuis l'entrée ou par un escalier en colimaçon.
Une grande partie du premier étage est occupée par la terrasse qui donne sur une autre rampe qui mène au solarium. Les pièces de l'étage sont disposées autour de cette terrasse, à commencer par le grand séjour, séparé de la terrasse par une baie vitrée. La verrière au rez-de-chaussée et les fenêtres en bandeau aux étages permettent des vues panoramiques favorisant l'observation de la nature environnante laissée à son état naturel.
Derrière ce séjour se trouve la cuisine fonctionnelle, avec des plans de travail et des robinets intégrés. De cette cuisine à l'angle, on peut accéder à un patio. De l'autre côté de la terrasse, on accède aux chambres: la chambre d'ami, la chambre du fils et celle des parents. Sur le côté de cette dernière se trouve un petit salon qui donne sur la terrasse.
Deux caves, demandées par Madame Savoye, ne sont mentionnées sur aucun plan, coupe ni photo, cette partie enterrée étant considérée honteuse par Le Corbusier.
Le plan libre de la villa est pensé de manière à faciliter la vie en son sein en réduisant les cloisons et les murs porteurs grâce à l'utilisation du béton armé brut de décoffrage qui marque un courant majeur dans l'architecture moderne, le brutalisme.
Certains éléments du bâtiment sont incorporés à l'ensemble comme la terrasse qui est une sorte de cour intérieure, ou encore le garde-corps de l'escalier. Mais surtout, les rangements ont été pensés lors de l'élaboration du plan ; de telle manière que tous les placards sont intégrés aux pièces. Les Savoye, malgré leur absence totale d'idées préconçues, ont voulu une résidence fonctionnelle.
Le Corbusier a créé une maison fonctionnelle en illustrant les cinq points d'une architecture nouvelle qu'il avait publié un an auparavant.
À l'entrée du terrain, une petite maison construite sur le même principe que la villa. La maison du « jardinier » est la concrétisation de l'espace minimum requis pour une famille. En effet, l'ensemble mesure 33 m2 et comporte deux chambres de 5 m2 chacune. Trois de ses murs sont aveugles ; seule la façade orientée au sud comporte une fenêtre en longueur, sur le même principe esthétique que la villa.

## Histoire
Pour réaliser sa maison idéale, Le Corbusier ignore la plupart des demandes de la famille (une grande pièce de séjour au rez-de-chaussée, la possibilité d'extension entre autres choses) qui habite la villa de 1931 à 1940, et est au cœur d'un conflit d'intérêts entre la « machine à habiter » et un « dispositif à émouvoir », expressions volontairement provocatrices de l'architecte. Elle ne sera que peu habitée par la famille car elle n'est adaptée ni au site, ni au climat, ni aux habitants : très vite apparaissent les fissures, les fuites d'eau dues à des gouttières défectueuses, l'humidité (inhérentes à la conception du bâtiment) ; la villa est impossible à chauffer et les pièces ont une mauvaise isolation phonique. En 1937, excédée par les infiltrations d'eau, Mme Savoye déclare la maison inhabitable et met l'architecte en demeure de la rendre habitable sous peine de poursuites légales.
Pendant la Seconde Guerre mondiale, la villa est réquisitionnée par les Allemands puis occupée par les Américains. Après la guerre, on autorise un fermier à murer les fenêtres pour stocker du grain dans la villa. En 1956, elle est gravement endommagée et menacée de démolition. En 1958, la ville de Poissy exproprie les Savoye ; la propriété est alors amputée de six hectares pour la construction d'un lycée et la villa est utilisée comme Maison des jeunes et de la culture.
En 1962, la ville de Poissy cède la maison à l'État. Le Corbusier étant alors au sommet de sa célébrité, la villa sera restaurée à partir de 1963. La procédure de classement est entamée du vivant de Le Corbusier. Le bâtiment est classé au titre des monuments historiques par arrêté du 16 décembre 1965, quelques mois après le décès de son créateur. Après des années d'abandon, sous l'impulsion du ministre de la Culture de l'époque, André Malraux, des travaux de restauration sont effectués et durent jusqu'en 1997. En 2015, le Centre des monuments nationaux fait restaurer la loge du jardinier et l'ouvre au public.
Selon l'architecte Olivier Barancy, malgré les campagnes successives de restauration (1935, 1963 à 1965 par Jean Dubuisson, 1970, 1985 à 1992 par Jean-Louis Véret, 1997 avec la restauration des intérieurs — peintures, électricité, vidéo-surveillance — et du pavillon du gardien), « la villa Savoye reste dans un état médiocre » et « sa fonction actuelle est d'ordre idéologique : assurer la promotion de la théorie corbuséenne ».
En 2024 doivent débuter les travaux de construction d'un musée situé près de la villa Savoye. Sur une surface de 7 500 m2, il comprendra « des espaces d'exposition, un auditorium, une médiathèque, un centre de ressources spécialisé sur l'architecture pour les étudiants et les chercheurs, un espace-atelier d'éducation artistique d'initiation à l'architecture destiné aux enfants, une cafétéria, un restaurant, une boutique et une librairie ». Ce nouveau bâtiment, dont l'architecte sera désigné à l'issue d'un concours international, comprendra un souterrain le reliant à la villa. L'ouverture au public est prévue pour 2027.

## Quelques dates
- 1928 : Pierre Savoye et son épouse choisissent Le Corbusier pour la construction de leur maison de week-end. La construction d'une « boîte sur pilotis » est acceptée par les propriétaires.
- 1928 : Début de la construction de la Villa.
- 1931 : La Villa est livrée aux Savoye, qui a priori n'en feront jamais une résidence principale.
- 1937 : Le Corbusier est mis en demeure, pour ne pas avoir conçu une demeure habitable.
- 1940–1945 : La maison est occupée par les Allemands puis les Alliés.
- 1958 : La ville de Poissy exproprie les Savoye pour construire un lycée sur une partie du terrain.
- 1962 : La ville cède la villa à l'État qui prend des mesures conservatoires.
- 1963 : Début de la restauration générale de la villa par l'architecte Jean Dubuisson, puis par Jean-Louis Véret entre 1985 et 1992.
- 1997 : la villa est rouverte au public.

## Héritage
« Parce qu'elle représente l'aboutissement du cycle d'une douzaine d'années de recherches formelles correspondant à la période dite « puriste », parce qu'elle est implantée sur un terrain (à l'époque) dégagé et sans contrainte pour un client fortuné et avec un programme très libre, la villa Savoye a valeur de manifeste pour la modernité architecturale de l'entre-deux-guerres. »
La Villa Savoye est un bâtiment très influent dès les années 1930 et de nombreuses imitations ont été réalisées partout dans le monde. Le bâtiment est en vedette de deux livres extrêmement influents de l'époque : The International Style écrit par Henry-Russell Hitchcock et Philip Johnson (publiées en 1932), et The Modern House de F. R. S. Yorke (en) (publié en 1934), ainsi que le deuxième volume de la série de Le Corbusier lui-même Les Œuvres complètes. Dans son essai de 1947 The Mathematics of the Ideal Villa, Colin Rowe a comparé la Villa Savoye à la Villa Rotonda de l'architecte Andrea Palladio.

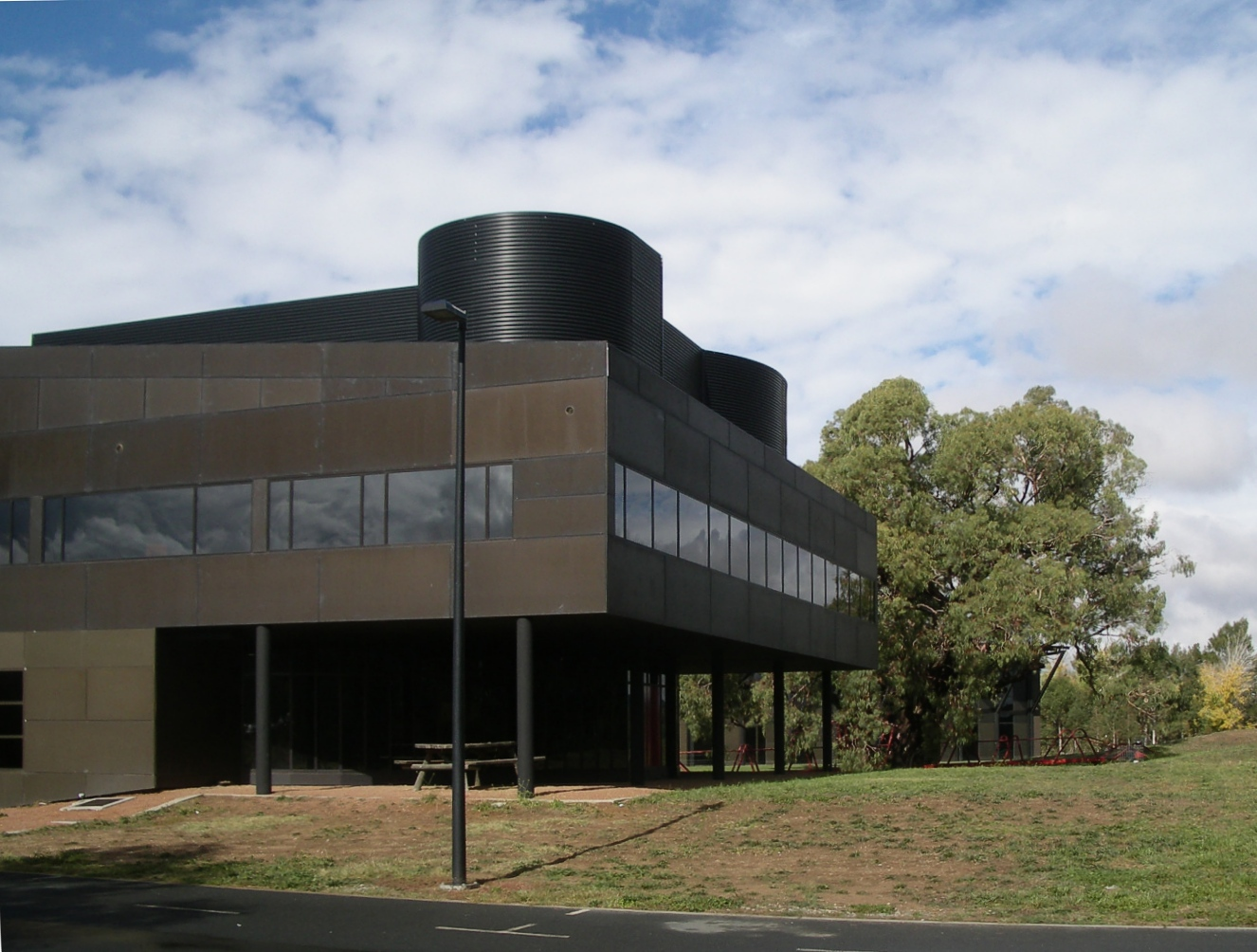
Une villa type Savoye à Canberra.

La liberté laissée à Le Corbusier par les Savoye a conduit à une habitation davantage régie par ses cinq principes que par les besoins des occupants. Et c'est la dernière fois que ces préceptes ont autant marqué, et d'une façon si complète, son architecture ; de là en découle la fin d'une série de bâtiments dominés par la couleur blanche,.
Ces cinq points ont d'ailleurs été critiqués d'un point de vue général et plus spécifiquement pour la Villa Savoye :
- les pilotis de soutien ont tendance à être plus symboliques que représentants de la structure réelle ;
- le toit fonctionnel se trouve être source d'inconvénients d'infiltrations d'eau pour les étages inférieurs.

L'aile ouest de l'Australian Institute of Aboriginal and Torres Strait Islander Studies à Canberra, conçue par Ashton Raggatt McDougall (en), est une réplique exacte de la Villa Savoye, à l'exception de sa couleur noire, « une sorte d'inversion, une réflexion, mais aussi une sorte d'ombre » selon l'architecte.
En prenant la villa Savoye comme archétype de la modernité, l'artiste belge Xavier Dolory conçoit dans le cadre du festival Floating Art en 2018 une réplique du bâtiment qu'il noie partiellement dans le fjord de Vejle au Danemark.

## Classement à l'UNESCO
La candidature de plusieurs sites construits par Le Corbusier (dont la villa) au patrimoine mondial de l'UNESCO a déjà été refusée en 2009 puis en 2011 en raison d'une liste trop longue et l’absence du Complexe du Capitole de Chandigarh en Inde,. Un nouveau dossier de candidature tenant compte des différentes remarques est déposé fin janvier 2015 et proposé lors de la 40e session du Comité du patrimoine mondial qui se tient à Istanbul (Turquie) du 10 au 17 juillet 2016. L'ensemble est finalement classé le 17 juillet 2016.